# Charmallaspis pulcherrima
Charmallaspis pulcherrima là một loài bọ cánh cứng trong họ Cerambycidae.